# تری میلر
تری میلر (به انگلیسی: Terrie Miller) (زادهٔ ۱۰ مارس ۱۹۷۸) شناگر اهل نروژ است.